# Feldkirchen an der Donau
Feldkirchen an der Donau è un comune austriaco di 5 275 abitanti nel distretto di Urfahr-Umgebung, in Alta Austria; ha lo status di comune mercato (Marktgemeinde). Il 1º marzo 1875 ha inglobato i comuni soppressi di Bergheim, Freudenstein, Lacken, Landshaag, Mühldorf e Bad Mühllacken.
Il Comune è stato sede del ritiro estivo precampionato della S.S.C. Napoli dal 18 luglio, al 2 agosto 2007.